# Famille Manisfeld
La famille Manisfeld est une famille qui s’était établie à Tournai dès le milieu du XVIIe siècle, et dont on trouve les traces dans cette ville jusqu’au XIXe siècle.

## Membres de cette famille
- François-Joseph Manisfeld épousa Antoinette-Josèphe Hespel dont :
  - François-Joseph Manisfeld, peintre et dessinateur, né à Tournai (Pays-Bas autrichiens), baptisé le 3 décembre 1742 en l’église de Saint Quentin, et mort dans sa ville natale (Empire français), le 2 décembre 1807, qui épousa à Tournai Cécile Barbieux.

Parmi d'autres membres de cette famille :
- Jean Baptiste Joseph Manisfels épousa Marie Josèphe Cambien. Dont :
  - Pétronille Josèphe Manisfeld, née le 05-04-1746 à Tournai, baptisée dans l'église de la paroisse de Notre Dame le 06-04-1746, épousa Pierre Guillaume Joseph Coniart. Dont :
    - Antoine Coniart, né à Tournai le 15 août 1782, y décédé le 28 avril 1847, qui épousa Julie Victoire de Blois. Dont :
      - Antoinette Victoire Coniart, née à Tournai le 5 mai 1819, décédée à Ixelles le 2 décembre 1885 qui épousa à Tournai le 26 août 1839, Auguste Van Dievoet, jurisconsulte, avocat à la Cour de cassation, né à Bruxelles le 3 mai 1803, y décédé le 31 octobre 1865.